# Alliatininae
Alliatininae es una subfamilia de foraminíferos bentónicos de la Familia Robertinidae, de la Superfamilia Robertinoidea, del Suborden Robertinina y del Orden Robertinida. Su rango cronoestratigráfico abarca desde el Ypresiense (Eoceno medio) hasta la Actualidad.

## Clasificación
Alliatininae incluye a los siguientes géneros:
- Alliatina
- Alliatinella
- Cerobertina
- Cushmanella
- Geminospira
- Pseudobulimina †
- Sidebottomina

Otros géneros considerados en Alliatininae son:
- Fawcettia, aceptado como Alliatinella
- Geminospiroides, aceptado como Geminospira
- Pseudononionella, aceptado como Alliatinella
- Subcerobertina, aceptado como Alliatinella
- Subcushmanella, aceptado como Alliatinella